# Omphalogramma brachysiphon
Omphalogramma brachysiphon là một loài thực vật có hoa trong họ Anh thảo. Loài này được W.W. Sm. mô tả khoa học đầu tiên năm 1937.